# ستيفاني يونغ
ستيفاني يونغ هي ناشطة وشاعرة ه وباحثة أمريكية تعيش في أوكلاند في كاليفورنيا. تدرّس يونغ في كلية ميلز، وهي أيضاً مديرة المبادرات والبرامج الاستراتيجية. شاركت كمنظمة للعمل في حملة نقابية كمساعدة ناجحة. كانت السياسة المؤسسية في الجامعة فكرة رئيسية في عملها.
تتضمن مجموعاتها الشعرية: قول المستقبل، صدر عام 2005، وصورة قصر عام 2008، وأورسولا أو الجامعة عام 2013، وقامت بتحرير «شاعرات خليج الأنثولوجيا» سنة 2006.
كما شاركت مع الشاعرة جوليانا سبير بتحرير كتاب A Megaphone: Some Enactment، إضافة لبعض الأرقام، وبعض المقالات حول استمرار فائدة الحركة النسوية 2012، زمجموعة من «التشريعات» التي تحقق في السياسة، والنسوية، وممارسة الشعر التعاوني والفردي بين عامي 2005 و2007.
نُشر شعر يونغ ونثرها في مجموعة من المواقع، مثل: مؤسسة الشعر، وقائع التعليم العالي، ومجلة لوس أنجلوس للكتب.
كانت يونغ محررة ومؤسسة لمختارات متحف الإنترنت في أوكلاند. وكانت عضواً في مجلس إدارة Small Press Traffic وقامت برعاية مهرجان مسرح الشعراء في 2005. لوحظ عمل يونغ لكونه منوعاً ونشطاً، دمج النص ووسائل الإعلام الجديدة والأبحاث الأرشيفية والنشاط.

## قائمة أعمالها

### الشعر
- أورسولا أو الجامعة (2013)
- صورة قصر (2008)
- إخبار المستقبل (2005)

### أعمالها كمحررة
- مكبرات الصوت: بعض التشريعات، بعض الأرقام، وبعض المقالات حول استمرار الاستفادة من النسوية التي لا تشوبها شائبة وبنادق الرشاشة. محرر مشارك مع جوليان سبهر (2012)
- خليج الشعراء. محرر (2006)

### مقالات مختارة
- مفارقة حماية الطلاب . شارك في تأليفها جوليانا سبهر. (2018)
- النسوية التجارية . (2017)
- عصر البرنامج والغرفة البيضاء بشكل رئيسي . شارك في تأليفها جوليانا سبهر. (2015)